# آنا مگنوسون
 آنا مگنوسون (انگلیسی: Ann Magnuson؛ زادهٔ ۴ ژانویهٔ ۱۹۵۶) هنرپیشه و خواننده اهل ایالات متحده آمریکا است. از فیلم‌های معروف او می‌توان به بازی در گرفتن پلهام ۱۲۳، فریدم لند، کوانتیکو، طلوع خورشید تکیلا، واضح و خطر موجود، ناامیدانه در جستجوی سوزان، هنوز نفس می‌کشم، ساختن آقای مطلوب، روزی که مردم زود بیدار شدم و والنتاین غارنشین اشاره کرد.